# 360° (RTP3)
360° é um espaço de informação transmitido atualmente na RTP3, todos os dias às 21h00, dedicado à análise detalhada das principais notícias do dia, sempre com convidados em estúdio. É atualmente apresentado por Maria Nobre, Alexandre Brito e Carolina Freitas.

## Apresentadores

### Atuais apresentadores
- Maria Nobre
- Alexandre Brito
- Carolina Freitas

### Antigos apresentadores
- José Rodrigues dos Santos
- João Adelino Faria
- Ana Lourenço
- Cristina Esteves